# Astroloba

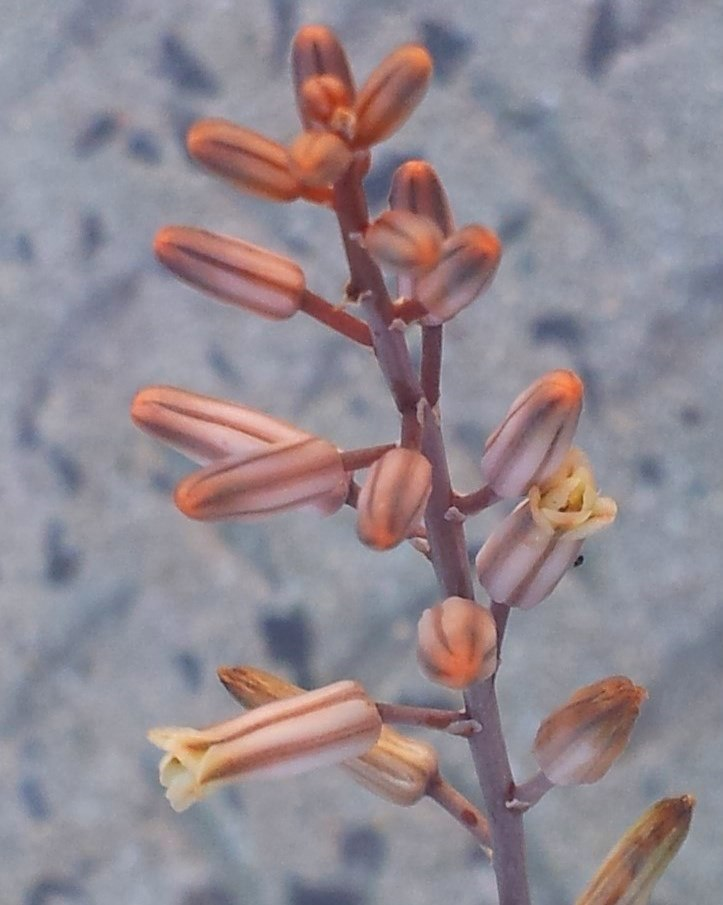
Detall de la inflorescència

Astroloba és un gènere de plantes suculentes de la família de les asfodelàcies, subfamilia Asfodelòidies, natives de les províncies del Cap Occidental i Cap Oriental, de Sud-àfrica.

## Taxonomia
Astroloba Uitewaal va ser descrita per Antonius Josephus Adrianus Uitewaal i publicada a Succulenta; Nederlandsche Vereeniging van Liefhebbers van Cactussen en andere Vetplanten. Huizum, etc. 1947: 53 (1947).
Etimologia
Astroloba : nom genèric que deriva de les paraules gregues astros, 'estrella' i lobos, 'lòbul'.
El juny de 2021, la World Checklist of Selected Plant Families va acceptar 12 espècies. La llista general d'espècies reconegudes inclou les següents:
- Astroloba bullulata (Jacq.) Uitewaal
- Astroloba pentagona (Haw.) Uitewaal (="hallii" nom. nud.)
- Astroloba congesta (Salm-Dyck) Uitewaal
- Astroloba corrugata N.L.Mey. & Gideon F.Sm.
- Astroloba cremnophila van Jaarsv.
- Astroloba foliolosa (Haw.) Uitewaal
- Astroloba herrei Uitewaal[7]
- Astroloba robusta P.Reinecke ex Molteno, Van Jaarsv. & Gideon F.Sm.[8]
- Astroloba rubriflora (L.Bolus) Gideon F.Sm. & J.C.Manning (also known as Poellnitzia rubriflora)
- Astroloba spiralis (L.) Uitewaal
- Astroloba spirella (Haw.) Molteno & Gideon F.Sm. (="smutsiana" nom. nud.)
- Astroloba tenax Molteno, van Jaarsv. & Gideon F.Sm.[9]

Es produeixen híbrids naturals d'aquestes espècies, i hi ha diverses varietats que no estan resoltes quant a si constitueixen formes intermèdies, híbrids o espècies separades. A més, hi ha híbrids naturals entre espècies d'Astroloba i Tulista (abans Haworthia Robustipedunculares), incloent-hi les conegudes anomenades × Astrolista bicarinata (abans x Astroworthia bicarinata / skinneri) que són encreuaments entre Astroloba corrugata i Tulista pumila.

## Galeria

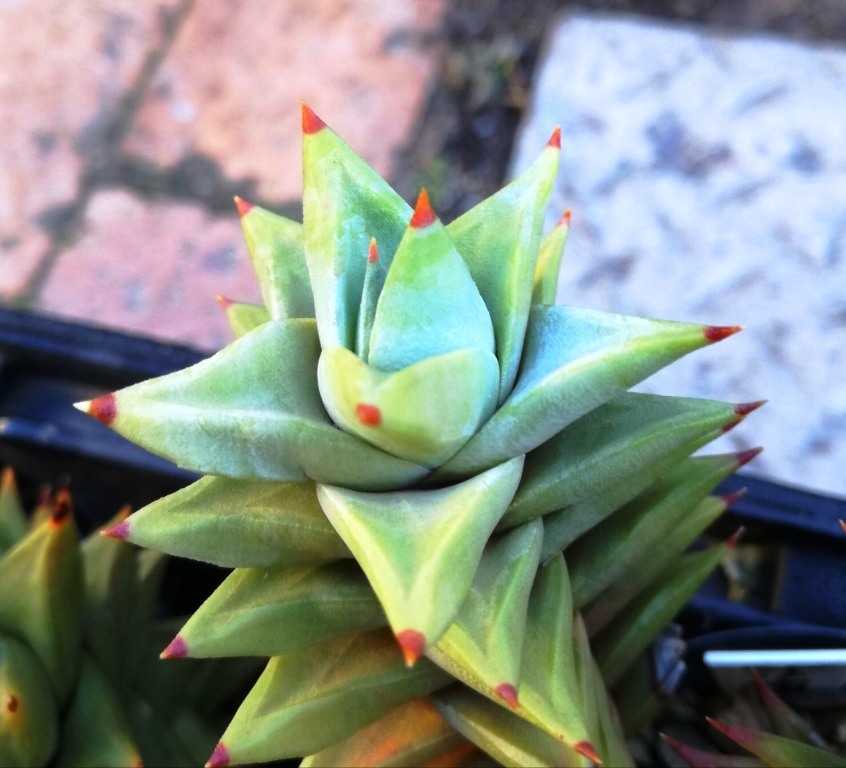
Astroloba rubriflora
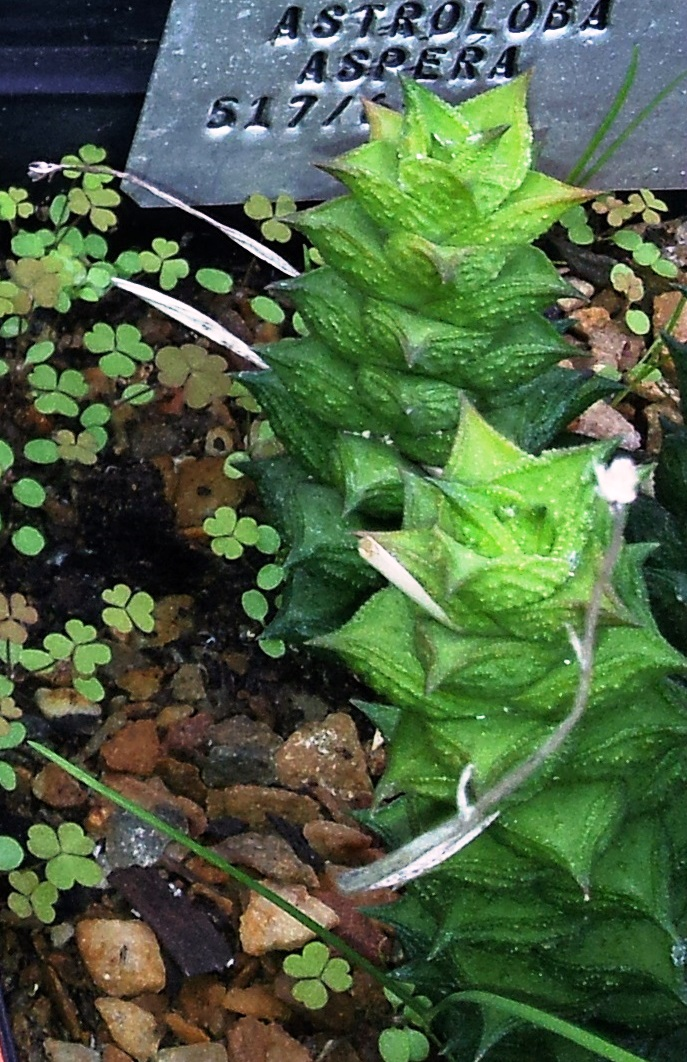
Astroloba corrugata
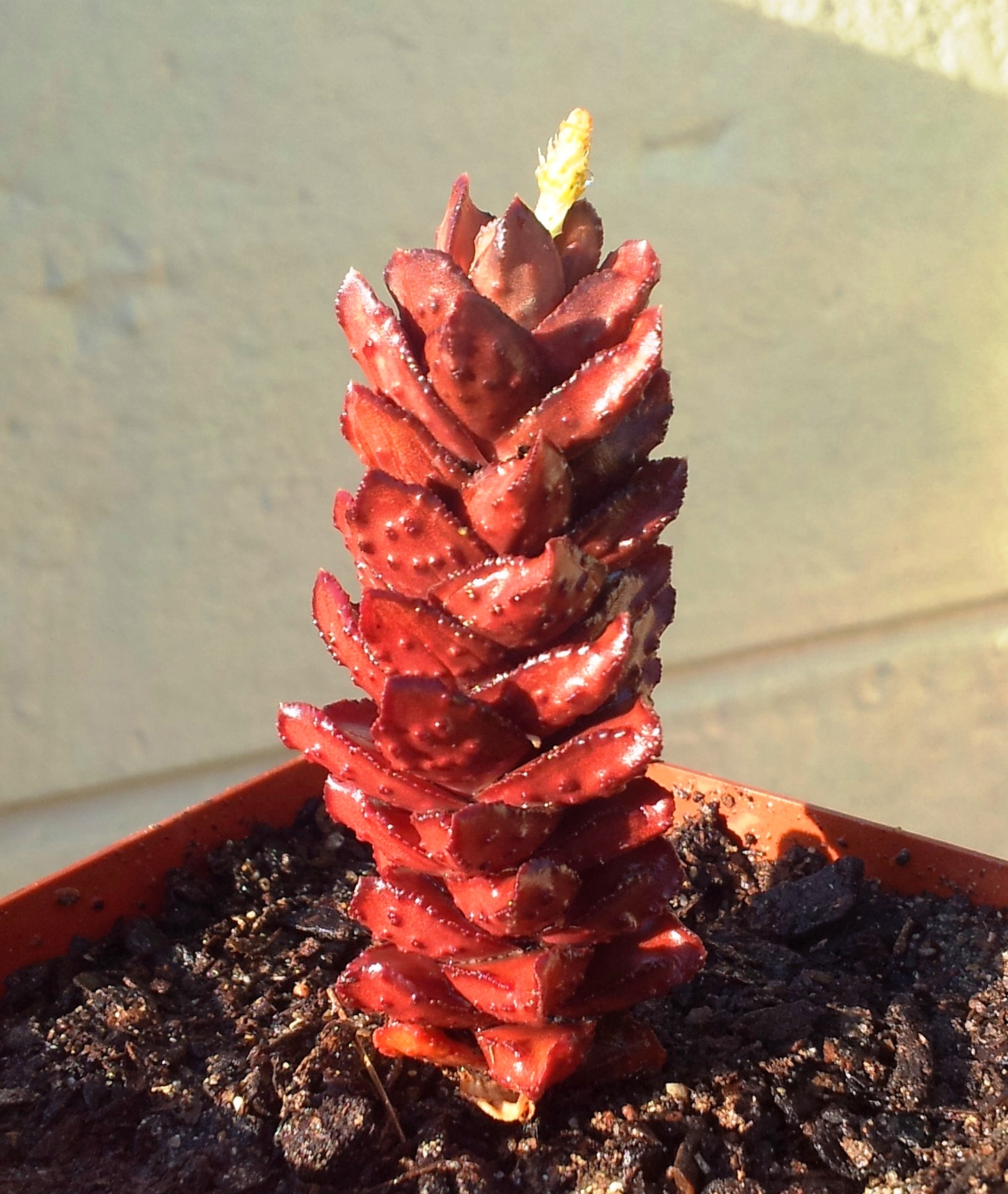
Astroloba bullulata
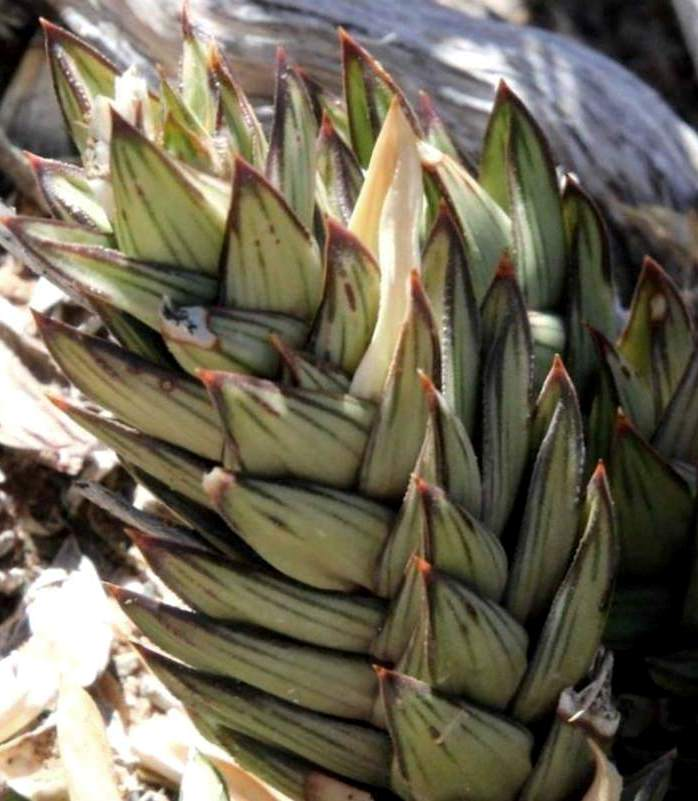
Astroloba pentagona (="hallii")
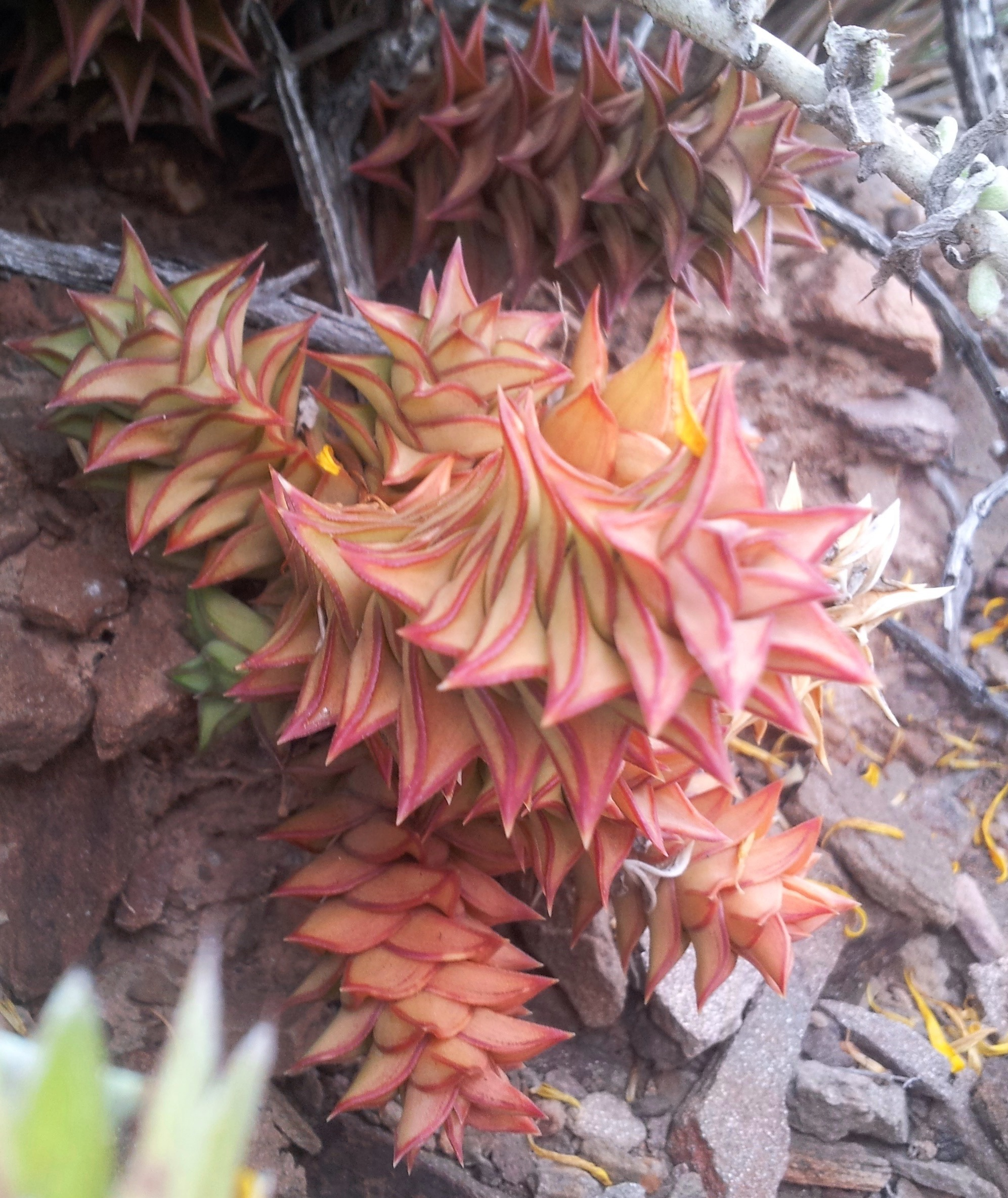
Astroloba spirella (="smutsiana")
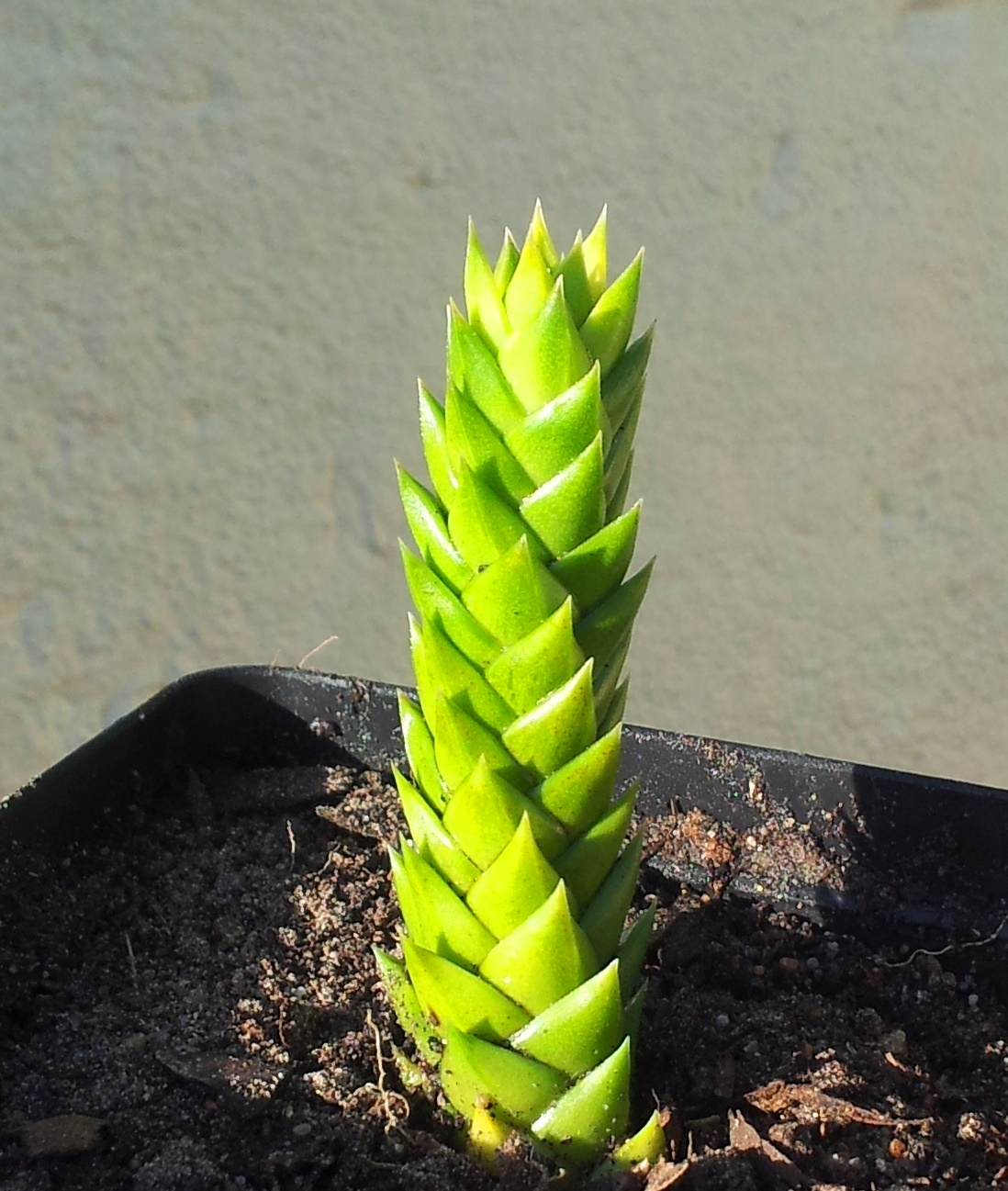
Astroloba spiralis
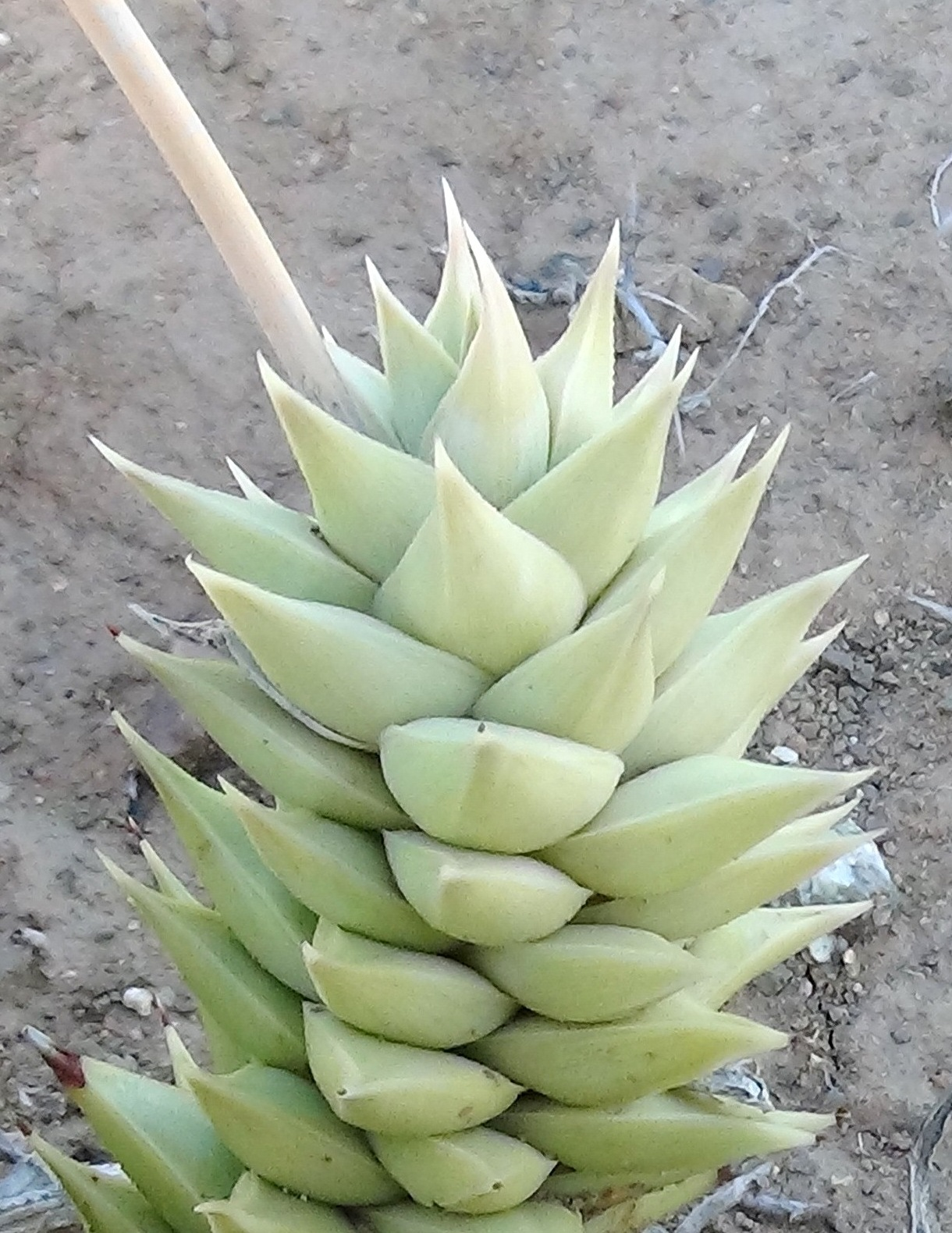
Astroloba herrei
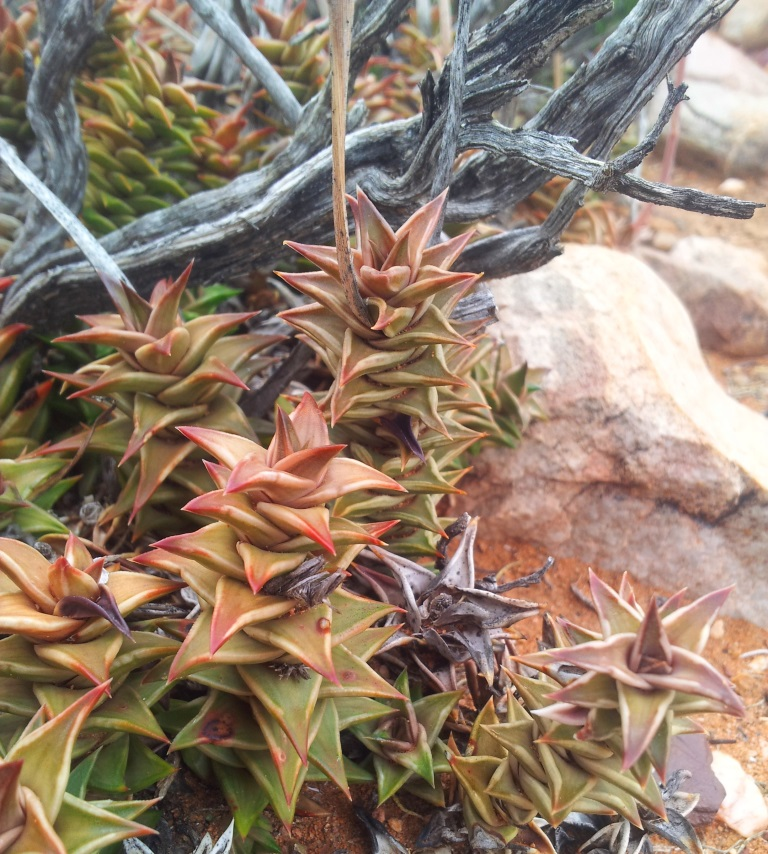
Astroloba robusta
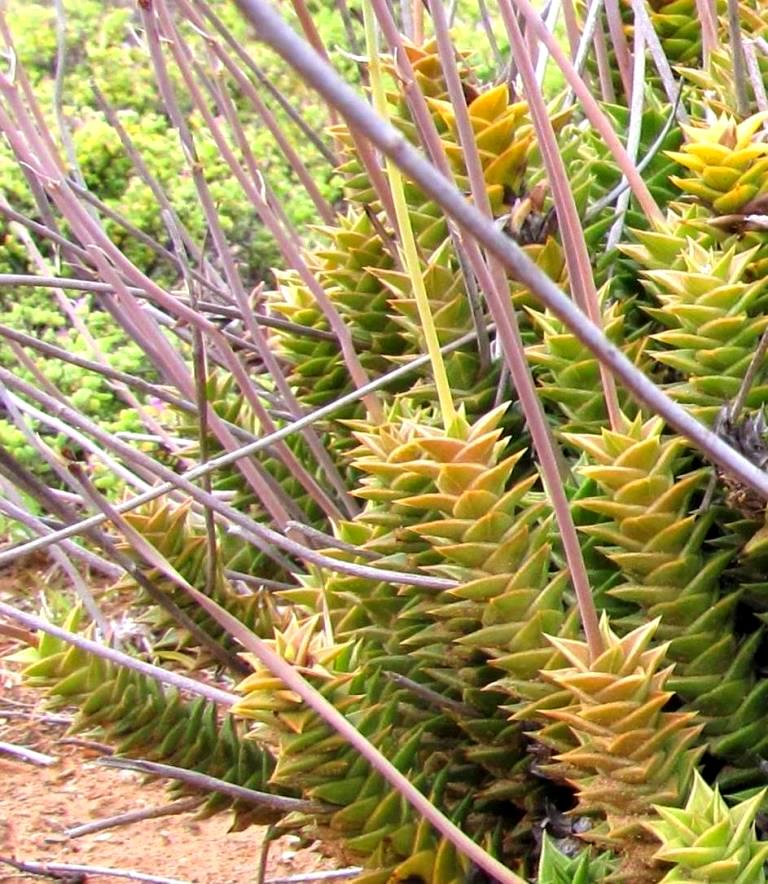
Astroloba foliolosa
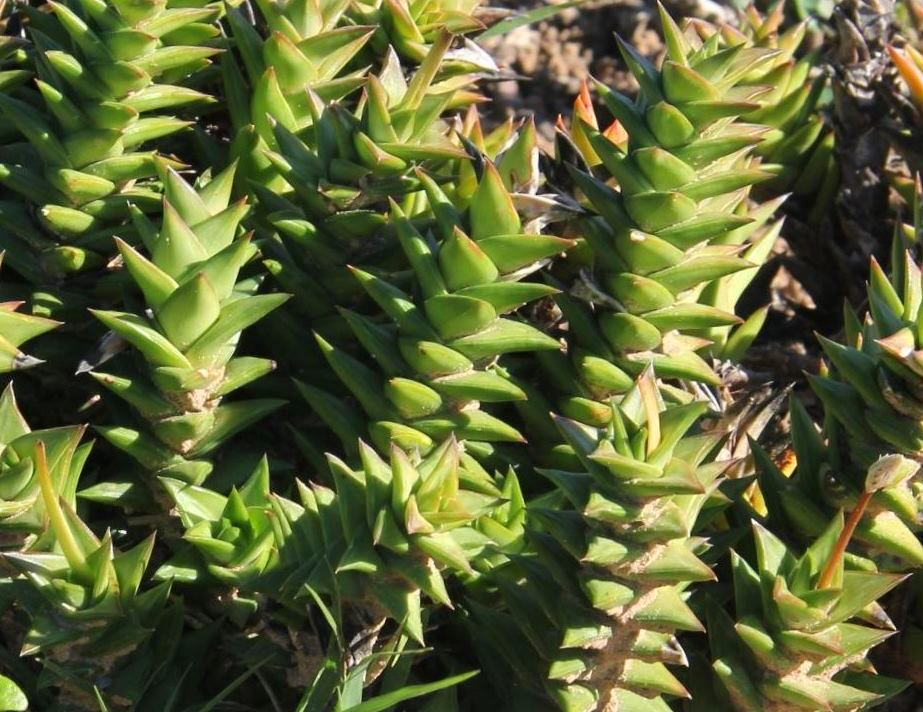
Astroloba congesta
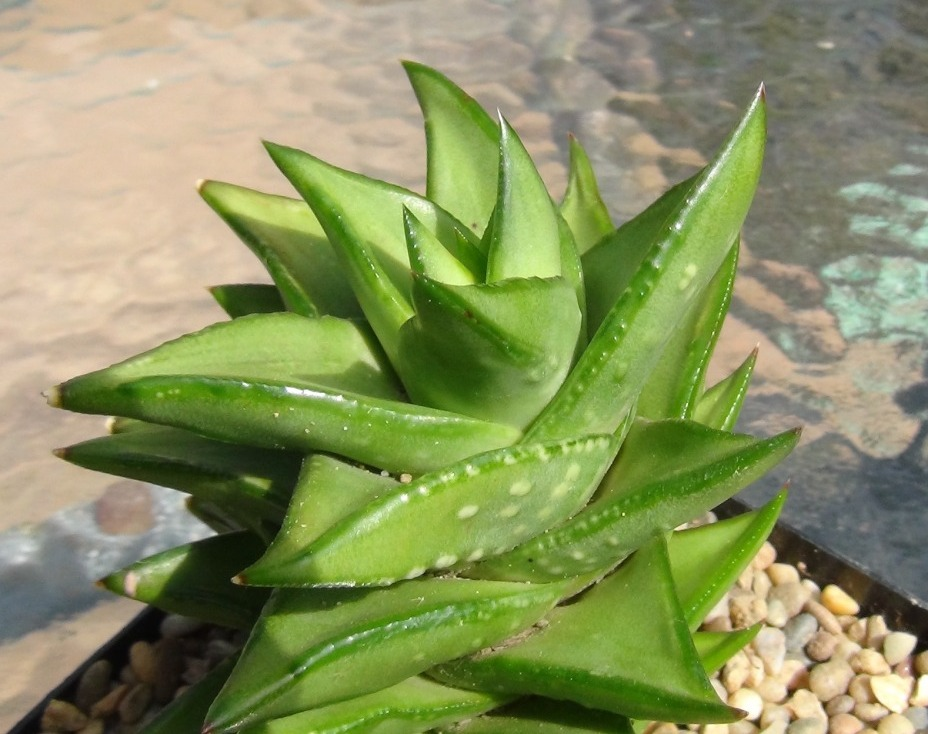
Astroloba tenax